# توماس إغان
توماس إغان هو سياسي أمريكي، ولد في 1 نوفمبر 1874 في سانت لويس في الولايات المتحدة، وتوفي بنفس المكان في 20 أبريل 1919.